# Kabacı (Ağlı)
Kabacı is een dorp in het Turkse district Ağlı  en telt 61 inwoners.
| Jaartal | totaal | man | vrouw |
| ------- | ------ | --- | ----- |
| 2018    | 61     | 33  | 28    |
| 2017    | 48     | 25  | 23    |
| 2016    | 47     | 27  | 20    |
| 2015    | 46     | 26  | 20    |
| 2014    | 38     | 22  | 16    |
| 2013    | 33     | 20  | 13    |
| 2012    | 35     | 21  | 14    |
| 2011    | 36     | 21  | 15    |
| 2010    | 34     | 20  | 14    |
| 2009    | 31     | 18  | 13    |
| 2008    | 33     | 19  | 14    |
| 2007    | 37     | 21  | 16    |

Centrale districtsplaats (İlçe Merkezi): Ağlı
Dorpen (Köyler):
Adalar · Akçakese · Akdivan · Bereketli · Fırıncık · Gölcüğez · Kabacı · Müsellimler · Oluközü · Selmanlı · Tunuslar · Turnacık · Yeşilpınar